# Kopalnie króla Salomona (film 1985)
Kopalnie króla Salomona (ang. King Solomon’s Mines) – amerykański film przygodowy z 1985 roku w reżyserii J. Lee Thompsona. Jedna z kilku ekranizacji powieści Henry'ego Ridera Haggarda z 1885 roku. Zdjęcia kręcono w okolicach Harare na terenie Zimbabwe.

## Obsada
- Richard Chamberlain – Allan Quatermain
- Sharon Stone – Jesse Huston
- Herbert Lom – płk Bockner
- John Rhys-Davies – Dogati
- Ken Gampu – Umbopo
- June Buthelezi – Gagoola
- Sam Williams – Scragga
- Shaike Ophir – Kassam
- Mick Lesley – Dorfman
- Vincent Van der Byl – Shack
- Bob Greer – Hamid
- Oliver Tengende – Bushiri
- Neville Thomas – Niemiecki pilot
- Bishop McThuzen – Dari
- Isiah Murert – Rug Carrier
- Rocky Green – Milczek
- Calvin Johns – Milczek
- Isaac Mabhikwa – Milczek
- Innocent Kagure – Milczek
- Brian Kagure – Milczek
- Stanley Norris – Milczek
- Anna Ditano – Dziewczyna Dogatiego
- Andrew Whaley – Niemiec
- Bernard Archard – prof. Huston (niewymieniony w czołówce)
- Paul Birchard – Niemiec w pociągu (niewymieniony w czołówce)

## Fabuła
Allan Quatermain, słynny myśliwy, szuka w Afryce zaginionego skarbu.

## Opinie o filmie
- The Best of Video. Poradnik: kino, tv, sat, video, pod red. Witolda Nowakowskiego[1]

Scenariusz błahy i zwariowany, gwarantujący jednak dobrą zabawę w stylu Indiany Jonesa.